# Flex-Deon Blake
Flex-Deon Blake, de son vrai nom Kevin Moss, né le 25 avril 1962 à Miami (Floride) et mort le 1er mars 2021 à Atlanta en Géorgie des suites d'une longue maladie, est un acteur pornographique homosexuel afro-américain.
Il est apparu dans plus d'une cinquantaine de films, dont certains ont été produits par des sociétés telles que SX Video, Bacchus, Catalina Video, Dick Wadd puis Forbidden Funk Media. Flex-Deon Blake s'est illustré dans différents genres de films : interracial, racial, bareback et SM.
Depuis 2008, il n'était plus présent dans l'industrie du X. Sa popularité s'est accrue lorsqu'il a formé un couple avec Bobby Blake, une autre star du X, à la fin de la décennie 1990.  Dans les films, il  est reconnaissable à son corps musclé, ses tatouages et ses piercings, dont un Prince Albert.

## Biographie

### Avant le porno
Kevin Moss a passé sa jeunesse à Miami en Floride, dans une famille chrétienne. Cadet de trois sœurs, il a grandi avec des parents très croyants.
Après ses études au collège, il décida de joindre, au début des années 1980, la US Air Force. Il est envoyé dans les différentes bases américaines au Japon, en Italie et en Grèce. Il se marie afin d'éviter tout soupçon sur son orientation sexuelle. Mais ce mariage, dont sont issus deux enfants, ne tient que trois ans.
En 1992, il décide de quitter l'armée après plus de dix ans de bons et loyaux services. Il retourne dans sa ville natale, Miami, et poursuit des études supérieures en musique. Il travaille aussi en tant qu’agent correctionnel dans la prison d'État de Floride. Ce travail fut une grande expérience pour lui, car il lui a permis de mieux comprendre les êtres humains. Après la mort de ses parents, disparus à seulement trois mois d’intervalle, Kevin décide de céder à une passion d’enfance: travailler dans le monde du divertissement pour adultes. 

### Carrière pornographique
C'est en 1995 qu'un photographe l'encourage, vu sa beauté et son physique, d'entrer dans le divertissement pour adultes. Avec son 1,78 m et ses 90 kg de muscles, il débute ainsi comme strip-teaseur avant de poser pour des revues gays de renom, notamment Black Inches, Black Gay Men et AVN Magazine.
Il entre peu après dans le monde du X et prend successivement les pseudonymes de Deon, Sexy Boy Flex et enfin Flex-Deon Blake. C’est sous ce nom qu’il est le plus connu à partir de 1998, année où il fait la rencontre de Bobby Blake qui sera son compagnon durant deux ans. Ils seront les acteurs fétiches du réalisateur Edward James, pour qui ils tournent Black Power et plusieurs autres films.
Tandis que Bobby Blake quitte le milieu du porno en 2001, Flex-Deon Blake poursuit sa carrière. Il se lance dans le bareback en tournant d'abord le controversé Nigga's Revenge pour Dick Wadd. Il enchaîne entre 2003 et 2005, cinq films pour SX Video : Bareback Wood Workers, Nasty Men, Bareback Orgy 2, Barebacking With Jeff Palmer 2 et Barebacking With Jeff Palmer 3. Il est ensuite apparu dans deux films de Forbidden Funk Media : Code Black et Blak. Dans Code Black, il a joué pour la première fois un rôle passif devant la caméra en acceptant qu'un autre acteur pratique sur lui le fist-fuckin. Il a déclaré que dans la vie, il était plutôt versatile. Depuis 2013, une vidéo amateur de quelques minutes circule sur le net montrant Flex en passif en train d'avoir une relation sexuelle avec un jeune homme d'une vingtaine d'années. Plusieurs internautes auraient reconnu l'ex star du porno gay dans cet extrait mais aucune confirmation n'a été faite de sa part. En 2019, il ouvre un compte sur le site pour adultes Just For Fans où il poste quelques photos récentes de lui.

### BrothasNDaSpirit
Flex-Deon Blake a pour devise: « Be proud of who you are and who God made you ». À côté de ses activités dans l’industrie pour adultes, il encourage depuis 2005, à travers son ministère on line nommé BrothasNDaSpirit, les gays chrétiens à être ce qu’ils sont et à ne pas avoir honte de leur orientation sexuelle. Il est ainsi venu en aide à des personnes qui avaient perdu confiance en eux et en Dieu.
Il a créé, en 2006, sa propre maison de production Flex-Deon Blake Production, qui n'a, à ce jour, produit aucun film. Cependant, FDB Production réalise de petits films de prédication sur le net. En 2009, Flex-Deon Blake a fait l'objet d'une étude à travers le livre Unlimited Intimacy: Reflections on the Subculture of Barebacking de Tim Dean. L'auteur qui est professeur à l'université de Buffalo explore à travers cet ouvrage la manière dont les tabous sont transgressés dans le film X interracial Nigga's Revenge.
Selon le site Brothasndaspirit.com, Flex-Deon Blake a quitté Ontario près de Los Angeles en Californie, où il résidait depuis quelques années, pour s'installer à Dallas (Texas) en 2008. De juillet 2011 à mars 2021, il  vit à Atlanta en Géorgie où il meurt des suites  d'une longue maladie. La nouvelle de sa mort a été diffusée par ses amis et ses fans à travers les réseaux sociaux. Edgar Gaines alias Bobby Blake, son ancien compagnon, lui a rendu hommage.

## Récompense
Il a été introduit au Wall of Fame des Adult Erotic Gay Video Awards en 2004.

## Filmographie sélective
- 1997 : Hooked on Ebonics
- 1997 : High Rolling a black Thang
- 1997 : Blatino Party
- 1999 : Walk on the Wild Side
- 1999 : Playing Hard
- 1999 : Man Massage
- 1999 : Get Hooked on This
- 1999 : Black Encounter
- 1999 : Black Power
- 1999 : Black Ballers
- 2000 : Snow Day LA
- 2000 : Roommates
- 2000 : Black Work Out 10
- 2001 : Miami's Hot Spot
- 2001 : Adventure of a Bruh named Boo
- 2001 : Black Work Out 11
- 2001 : Nigga's Revenge
- 2003 : Bareback Wood Workers
- 2003 : Black Work Out 12
- 2004 : The Matrixxx: A Muscle Explosion
- 2004 : Nasty Men
- 2004 : Barebacking With Jeff Palmer 2
- 2005 : Barebacking With Jeff Palmer 3
- 2006 : My First Interacial
- 2006 : Cocks on the Rock
- 2008 : Code Black
- 2008 : Blak